# Uranotaenia moultoni
Uranotaenia moultoni är en tvåvingeart som beskrevs av Edwards 1914. Uranotaenia moultoni ingår i släktet Uranotaenia och familjen stickmyggor. Inga underarter finns listade i Catalogue of Life.